# Simon Schwendener
Simon Schwendener (10. února 1829, Buchs, kanton St. Gallen, Švýcarsko – 27. května 1919, Berlín) byl švýcarský botanik. Význam jeho práce spočívá ve výzkumu rostlinné anatomie a fyziologie. Věřil, že rostliny se chovají podle obecných principů mechaniky. Zkoumal průduchy rostlin, listový pulvinus, pohyb listů rostlin, a podobně.
V roce 1867 Schwendener zveřejnil hypotézu, že lišejníky tvoří dva oddělené organismy, houba (mykobiont) a řasa (obecněji fotobiont). Tato teorie byla vědeckou obcí odmítnuta, ale později se ukázala jako správná.